# Musikverein
Localizada na Innere Stadt, no centro de Viena, capital austríaca, a Musikverein (em português: "Clube da Música") é uma famosa sala de concertos, conhecida pela sua arquitetura acústica. Inaugurada no dia 6 de janeiro de 1870, é considerada uma das três mais belas casas de concerto do mundo, assim como o Symphony Hall de Boston e o Concertgebouw de Amsterdã, além de ser a sede da Orquestra Filarmônica de Viena.
A Musikverein foi construída pela Gesellschaft der Musikfreunde ("Sociedade dos Amigos da Música"), com o terreno  cedido pelo Imperador Francisco José I.
A sala principal (Großer Musikvereinssaal), sala dourada, possui 48 metros de comprimento, 19 metros de largura e 18 metros de altura. O Concerto de Ano Novo da Orquestra Filarmónica de Viena é apresentado todos os anos no Musikverein.
Desde 2001 o edifício passa por uma reforma que já instalou novas salas ensaio e de concerto.